# Rudi Decker
Rudi Decker (* 1955) ist ein deutscher Volksschauspieler. Er verkörpert in seinen Rollen meistens den Liebhaber.

## Leben
Anfangs spielte Rudi Decker in eher unbekannten Laienbühnen, doch 1978 verschlug es ihn zum Profitheater. Bekannt wurde er ab 1987 bei Peter Steiners Theaterstadl, wo er über 10 Jahre in 46 Theaterstücken mitwirkte, und durch die Serie Zum Stanglwirt (40 Folgen von 1987–1998)
Anfang 1998 trennte er sich von Peter Steiner und gründete mit Barbara Kutzer und Erich Seyfried ein eigenes Theater. Es nennt sich 's bayrische Podium. Die meisten Schauspieler, die sich zu diesem neuen Theater gesellten, wirkten vorher bei Peter Steiners Theaterstadl mit, wie zum Beispiel Franz A. Huber, Petra Auer oder Carmen Marietta. Decker spielt in den Stücken nicht nur mit, sondern schreibt sie seit Seyfrieds Ausstieg im Jahre 2005 auch selbst.